# Finder
Finder (с англ. — «искатель», «произносится фа́йндер») — системный файловый менеджер операционной системы macOS.

## О программе
Finder является частью операционной системы macOS. Являясь аналогом Проводника Windows, он организует и отображает в различных видах файлы и папки, находящиеся на компьютере и любых внешних носителях, подключённых к нему. Также при помощи Finder можно осуществлять поиск и организацию информации.

## История
Ранние версии Finder’а реализовывались параллельно для операционных систем ProDOS и GS/OS на компьютерах серии Apple II и на Mac OS для Apple Macintosh. В свою очередь, эти версии Finder возникли из программы Lisa Desktop, разработанной для компьютера Apple Lisa.